# Socle commun (politique)
Pour les articles homonymes, voir Socle commun.
Le socle commun est le nom donné à la coalition de la droite et du centre, qui gouverne la France à la suite des élections législatives de 2024. Constitué des partis du « camp présidentiel » (Renaissance, MoDem, Horizons, UDI…), réunis au sein d'Ensemble pour la République, et des Républicains, le socle commun dispose d'une majorité relative à l'Assemblée nationale et d'une majorité absolue au Sénat. Il forme deux gouvernements: le gouvernement Barnier, censuré en décembre 2024, et le gouvernement Bayrou, qui lui succède.

## Origine de l'expression
Dans une interview accordée le 29 août 2024 au Point, l'ancien Premier ministre, maire du Havre et président-fondateur d'Horizons, Édouard Philippe, déclare: « Personne n'ayant gagné [les élections législatives de 2024], il faut parler à tous ceux qui peuvent se retrouver sur un socle commun », évoquant pêle-mêle « le bloc central », « la Droite républicaine » et « une partie du PS ».
L'expression est ensuite largement reprise par d'autres responsables politiques,,,, la presse et les politologues,,,,.